# Georg Knöpfle
Georg Knöpfle (15. května 1904, Schramberg - 14. prosince 1987, Hamburk) byl německý fotbalista, záložník. Po skončení aktivní kariéry působil jako trenér.

## Fotbalová kariéra
Hrál za SpVgg Greuther Fürth, FSV Frankfurt a Eintracht Braunschweig. Za západoněmeckou reprezentaci nastoupil v letech 1928–1933 ve 23 utkáních. Byl členem německé reprezentace na LOH 1928, nastoupil ve 2 utkáních.

## Trenárská kariéra
Jako trenér vedl TSV Braunschweig, Arminia Hannover, Hamburger SV, FC Bayern Mnichov, Alemannii Aachen Werder Brémy, 1. FC Köln a Meiendorfer SV. V roce 1964 vyhrál s 1. FC Köln bundesligu a v roce 1961 s Werderem Brémy DFB-Pokal.